# Dalby (Queensland)
Dalby – miasto w Australii, w stanie Queensland.